# Matka Joanna od Aniołów (film)
Matka Joanna od Aniołów – czarno-biały polski film fabularny z 1960 roku w reżyserii Jerzego Kawalerowicza, zrealizowany na podstawie opowiadania Jarosława Iwaszkiewicza pod tym samym tytułem, którego inspiracją były wydarzenia w klasztorze urszulanek w XVII w., przeniesione przez pisarza do polskiego Ludynia. Bohaterem filmu jest jezuita Józef Suryn (Mieczysław Voit). Przybywa on do klasztoru na Smoleńszczyźnie, aby wypędzić złe duchy, które opętały tamtejsze zakonnice, wśród nich tytułową matkę przełożoną (Lucyna Winnicka).
Matka Joanna od Aniołów powstała w Zespole Filmowym „Kadr” pod kierownictwem artystycznym Tadeusza Konwickiego, który był współscenarzystą utworu. Konwicki i Kawalerowicz starali się dochować wierności pierwowzorowi literackiemu. Scenariusz filmu, zatwierdzony przez Komisję Ocen Scenariuszy, szybko skierowano do realizacji. Zdjęcia do filmu wykonał Jerzy Wójcik, natomiast scenografię opracowali Roman Mann i Tadeusz Wybult.
Matka Joanna od Aniołów została bardzo dobrze przyjęta przez krytyków. Film doceniano za formę artystyczną (w tym za grę światłocieni), ale równocześnie odczytywano go jako komentarz do ówczesnych stosunków pomiędzy władzą komunistyczną a Kościołem katolickim. W kręgach kościelnych film Kawalerowicza i Konwickiego wywołał oburzenie ze względu na rzekomo antyklerykalną treść. Jednocześnie Matka Joanna od Aniołów okazała się wielkim sukcesem festiwalowym, ponieważ na Międzynarodowym Festiwalu Filmowym w Cannes otrzymała Srebrną Palmę, przegrywając rywalizację jedynie z Viridianą (1961) Luisa Buñuela.

## Fabuła
W niewielkim klasztorze na Smoleńszczyźnie złe duchy opętały zakonnice; ofiarą diabła stał się również proboszcz, który zostaje spalony na stosie. Ponieważ diecezjalni egzorcyści nie mogą uwolnić zakonnic spod wpływów szatana, do klasztoru przybywa specjalizujący się w egzorcyzmach jezuita Józef Suryn. Misję rozpoczyna, modląc się po łacinie w izbie gospody i wieszając na ścianie dyscyplinkę. W sali jadalnej gospody Suryn napotyka szlachcica Wincentego Wołodkowicza, który lekko drwi z ascetycznych rytuałów nowo przybyłego księdza.
Odbywszy rozmowę z nowym proboszczem parafii, Suryn spotyka się z matką przełożoną klasztoru, Joanną od Aniołów. Ta z dumą mówi o swoim opętaniu i oświadcza, że w jej ciele kryje się osiem demonów. Jedyna zakonnica wolna od wpływów szatana, Małgorzata od Krzyża, zawdzięcza spokój duszy częstym kontaktom ze światem na poza bramami klasztoru. Gdy nadchodzi dzień egzorcyzmów, dominikanie skrapiają siostry klasztorne wodą święconą. O ile większość z nich ucieka, na matce Joannie egzorcyzmy nie robią wrażenia. Suryn decyduje się odizolować ją od otoczenia, próbując ją egzorcyzmować na strychu klasztornym. Matka Joanna wyjawia Surynowi, że jest tylko zwykłą zakonnicą z prowincjonalnego klasztoru, której ojciec pochodził z zubożałego rodu szlacheckiego. Przełożona pyta Suryna: „A jeżeli mnie szatan opuści, a ciebie opęta?”
Jezuita próbuje zasięgnąć opinii miejscowego rabina. Ten sugeruje, że opętanie nie polega na obecności demonów, lecz wynika z ludzkiej samotności. Znacznie później, w trakcie jednego z kolejnych spotkań matka Joanna twierdzi, że jest dumna z obecności demonów w jej ciele. Zarzuca przy tym Surynowi, że ten chce ją pozbawić tego daru. Z biegiem czasu okazuje się, że demony opuściły matkę Joannę, ale przeniknęły do ciała księdza Suryna oraz siostry Małgorzaty, która przebrała się w świeckie suknie i baluje w karczmie ze szlachcicem Chrząszczewskim. Zrezygnowany jezuita prosi demona, żeby nawiedził jego duszę, po czym morduje dwóch chłopów siekierą. Siostrę Małgorzatę również spotyka zły los: Chrząszczewski po wspólnej nocy porzuca zakonnicę.

## Obsada
Źródło: FilmPolski.pl
- Lucyna Winnicka – matka Joanna

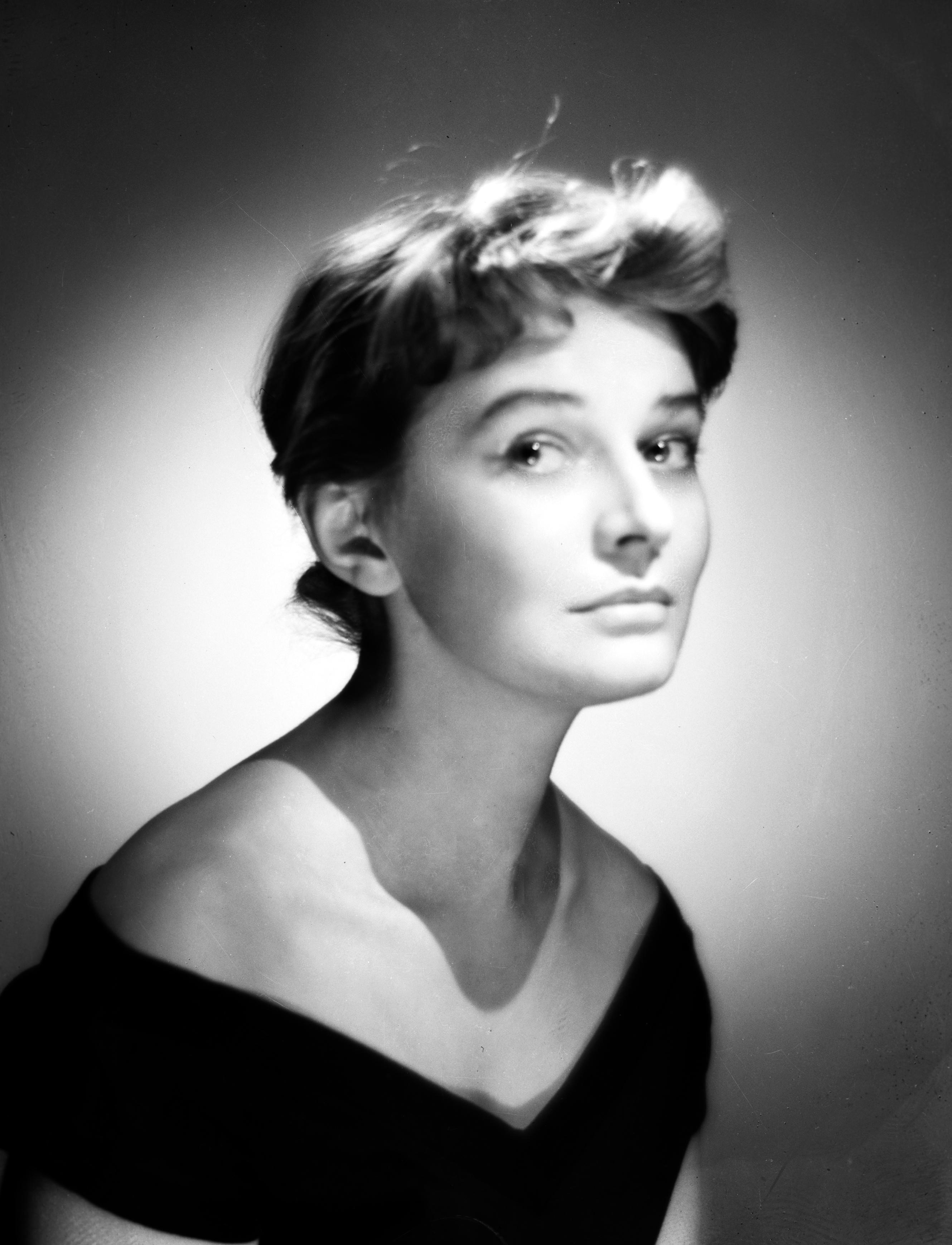
Lucyna Winnicka, odtwórczyni roli Joanny

- Anna Ciepielewska – siostra Małgorzata od Krzyża
- Kazimierz Fabisiak – ksiądz Brym
- Stanisław Jasiukiewicz – Chrząszczewski
- Mieczysław Voit – ksiądz Suryn, Rabbi
- Maria Chwalibóg – karczmarka Antosia
- Halina Billing-Wohl – zakonnica
- Magda Teresa Wójcik – siostra zakonna
- Jerzy Kaczmarek – Kaziuk
- Jarosław Kuszewski – Juraj
- Zygmunt Zintel – Wincenty Wołodkowicz
- Franciszek Pieczka – Odryn

## Produkcja

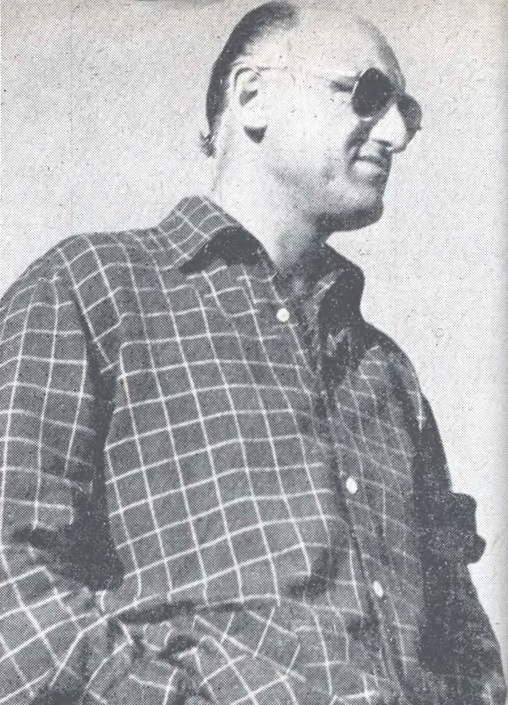
Jerzy Kawalerowicz, reżyser filmu

Matka Joanna od Aniołów powstała na kanwie opowiadania Jarosława Iwaszkiewicza, które na scenariusz filmowy przełożyli Tadeusz Konwicki i Jerzy Kawalerowicz. Film ten Kawalerowicz miał zamiar wyreżyserować jeszcze po premierze Cienia (1956), jednak nie sprzyjało temu przedsięwzięciu chwilowe rozluźnienie napiętych stosunków między władzą komunistyczną a Kościołem katolickim. Obaj twórcy bardzo podkreślali wierność literackiemu pierwowzorowi: Konwicki twierdził, że jest „ambasadorem Jarosława Iwaszkiewicza”, natomiast Kawalerowicz podkreślał, że jego film traktuje „o naturze człowieka i jej samoobronie przed narzuconymi ograniczeniami i dogmatami”.
Komisja Ocen Scenariuszy na posiedzeniu dnia 26 stycznia 1960 roku uznała scenariusz Konwickiego i Kawalerowicza za bardzo dobry, wręcz przewyższający swoim poziomem pierwowzór literacki. Jedyne uwagi poczyniono względem portretu matki Joanny, której fizyczna ułomność uniemożliwiała psychologiczne uzasadnienie związku uczuciowego między głównymi postaciami filmu, a także względem braku dystansu historycznego wobec historii, którą Kawalerowicz miał nakręcić. Komisja zarekomendowała, aby filmowa Joanna nie była kobietą ułomną (dzięki czemu jej związek z Surynem nie miałby znamion patologicznego) oraz żeby wydarzenia przedstawić z pozycji materialistycznej. Aby zabezpieczyć projekt filmu przed ewentualnym odrzuceniem, Konwicki i Kawalerowicz spisali eksplikację, w której odnieśli się pojednawczo do krytyki Komisji.
Matkę Joannę od Aniołów nakręcono w Józefowie pod Łodzią. Za zdjęcia do dzieła Konwickiego i Kawalerowicza odpowiadał Jerzy Wójcik, przedtem realizator zdjęć do filmu Popiół i diament autorstwa Andrzeja Wajdy. Scenografię do filmu zaprojektował Roman Mann, a po jego nagłej śmierci w 1960 roku do ekipy filmowej dołączył Tadeusz Wybult, który dokończył prace scenograficzne. Za koncepcję estetyczną filmu, polegającą na uwypukleniu względności czerni i bieli, odpowiadał sam Wójcik. Do tego celu użył specjalnych reflektorów – celem uzyskania światła rozproszonego, które pozwalało odmalować szare tło „zróżnicowane w intensywnościach” oraz wyróżniającą się na tym tle czerń i biel głównych postaci. Wójcik zestawił ze sobą na zasadzie kontrapunktu biel sukni Małgorzaty oraz czerń sutanny Suryna, a kręcąc końcowe sceny filmu, uchwycił „bijący niemy dzwon, będący syntezą przemian zachodzących pomiędzy bielą, szarością i czernią” .

## Rozpowszechnianie
Matka Joanna od Aniołów weszła na ekrany polskich kin 9 lutego 1961 roku, ciesząc się popularnością wśród widzów; do 1963 roku film obejrzało 963 tysiące osób, w tym ponad 100 tysięcy widzów w Warszawie. W 2005 roku Matka Joanna od Aniołów ukazała się na płytach DVD nakładem wydawnictwa Best Film, w ramach serii wydawniczej Klasyka Kina Polskiego. Wydanie to obsługiwało dźwięk w technologii Dolby Digital 5.1 i miało format 4:3. 8 marca 2010 roku, w ramach projektu KinoRP, w kinach sieci Multikino i Silver Screen premierę miała odrestaurowana cyfrowo wersja filmu. W 2012 roku odnowiona cyfrowo Matka Joanna od Aniołów ukazała się na płytach DVD w formacie 16:9, nakładem Wydawnictwa Telewizji Kino Polska.

## Odbiór

### Recenzje w chwili premiery
W chwili wejścia na ekrany kin Matka Joanna od Aniołów została bardzo pozytywnie przyjęta przez krytyków. Bolesław Michałek pisał, iż dzieło Konwickiego i Kawalerowicza jest „wspaniałym renesansowym gestem sprzeciwu, który pobudza wyobraźnię, sumienie, intelekt”, natomiast Zygmunt Kałużyński dopatrzył się w nim „krytyki obłąkanego doktrynerstwa, jednej z najbardziej przejmujących w sztuce współczesnej”. Francuski krytyk Georges Sadoul odnalazł w filmie nawiązania do płócien Georges’a de la Tour oraz Caravaggia. Ernest Callenbach z czasopisma „Film Quarterly” wyrażał zachwyt dziełem Kawalerowicza i Konwickiego:
Matka Joanna od Aniołów nie spodoba się tym, którzy uważają swobodny, beznamiętny styl za jedyny właściwy dla filmu; ale spodoba się każdemu, kto ma węższe gusta – z pewnością każdemu, kto lubi formalizm Dreyera, elegancję Eisensteina lub powagę Antonioniego. Tym filmem Kawalerowicz przewyższa Wajdę i staje się jednym z najlepszych reżyserów na świecie.

### Kontrowersje polityczne
Jak zauważył po latach ksiądz Andrzej Luter, ówczesny materializm reżysera został wykorzystany dla potrzeb walki komunistów z Kościołem katolickim, „stąd ostre ataki niektórych biskupów, a nawet apele do cenzury o zdjęcie filmu z ekranu”. Biuro Episkopatu Polski do Spraw Filmu, Radia, Telewizji i Teatru zaliczyło Matkę Joannę od Aniołów do „filmów niedozwolonych, które wprost lub pośrednio występują przeciwko chrześcijańskim zasadom wiary i obyczajów”. Skandal dyplomatyczny, jaki wywołał film Kawalerowicza, zdaniem reżysera przyczynił się do jego odbioru na Festiwalu Filmowym w Cannes; nominowany do Grand Prix festiwalu, zdobył „jedynie” Srebrną Palmę, przegrywając rywalizację z podobnie antyklerykalną w wymowie Viridianą (1961) Luisa Buñuela.

### Analizy i interpretacje
Alicja Helman w analizie filmu w 1986 roku podkreśliła, że Matka Joanna od Aniołów jest „dziełem doskonale spójnym i konsekwentnym”. Zauważyła również, że dzieło Konwickiego i Kawalerowicza w porównaniu z pierwowzorem Iwaszkiewicza uniwersalizuje przekaz: w miejsce „małego realizmu” ukazuje historię ponadczasową, bardziej zrozumiałą dla przeciętnego widza. Ponadto, jak zanotowała Helman, film przyznał Joannie podmiotowość, której w opowiadaniu została pozbawiona przez narratora Suryna . Krzysztof Kornacki zauważył, że film skutecznie krytykuje fundamenty, na których opiera się postać Suryna: irracjonalną wiarę, która według Kornackiego jest przejawem niedojrzałości bohatera, oraz kościelną pedagogikę, w jakiej został wychowany. Tadeusz Lubelski wspominał jednak o jeszcze innej interpretacji, według której film miał alegorycznie obrazować „doświadczenie człowieka w społeczeństwie totalitarnym”. Zdaniem Anny Skóbel Matka Joanna od Aniołów koncentruje się przede wszystkim na stawianiu pytania o zło, które jest wpisane w naturę ludzką. Według Iwony Grodź film Kawalerowicza i Konwickiego jest przede wszystkim dziełem o „pragnieniu miłości i gotowości poświęcenia dla niej wszystkiego”. Gródź przypomniała, że w filmie pojawiają się dwie bardzo ważne kwestie dialogowe: „miłość jest na dnie wszystkiego” i „miłość jest mocna jak śmierć”. To ostatnie zdanie przytaczane jest w momencie bicia klasztornego dzwonu, „symbolu miłości złożonej w ofierze Bogu”; w finale Matki Joanny od Aniołów dzwon już milczy, co zwiastuje „przejście do ziemskiego, ludzkiego wymiaru miłości”.
Jan Rek odczytywał film Kawalerowicza i Konwickiego przez pryzmat inspiracji twórców filmami takimi jak Męczeństwo Joanny d’Arc (1929) Carla Theodora Dreyera. Zdaniem Reka Matka Joanna od Aniołów zdradza daleko idącą dyscyplinę inscenizacyjną:
Czarno-biała taśma oraz nadzwyczajna oszczędność stosowanych środków ekspresji (np. ograniczone i powolne, czasem wręcz majestatyczne ruchy kamery, prezentowanie postaci w planach bliskich na tle ścian i murów [...], eksponowanie faktury materii, minimalne rozczłonkowanie przestrzeni filmowej, oczyszczenie przestrzeni kadru z nadmiaru rekwizytów, operowanie montażem, który nie narusza ciągłości akcji [...], wreszcie nieskomplikowana technika narracji wyraźnie różnicująca relacje obiektywne i subiektywne) były w dziejach filmowej sztuki najlepszym sposobem wyzwolenia refleksji nad niematerialną stroną ludzkiej egzystencji.
Jak podkreślał Rek, pod względem swej tematyki Matka Joanna od Aniołów zrywała z dorobkiem polskiej szkoły filmowej, opartej wyłącznie na przepracowywaniu dziedzictwa II wojny światowej.

## Znaczenie
W plebiscycie portalu Esensja z 2011 roku film Konwickiego i Kawalerowicza znalazł się na 22. miejscu w gronie 50 najlepszych polskich filmów wszech czasów. W plebiscycie Muzeum Kinematografii w Łodzi, zorganizowanym w 2015 roku, Matka Joanna od Aniołów została wyłoniona głosami krytyków i filmowców jako dziewiąty najlepszy polski film wszech czasów. Na koncepcji estetycznej filmu (przede wszystkim kontraście światłocienia) wzorował się Paweł Pawlikowski przy tworzeniu filmu Ida (2013), w którym pojawiają się podobne dylematy dotyczące wiary.

## Nagrody i festiwale
| Rok  | Festiwal lub inny podmiot     | Nagroda                                       | Odbiorca                                         | Źrodło |
| ---- | ----------------------------- | --------------------------------------------- | ------------------------------------------------ | ------ |
| 1961 | Festiwal Filmowy w Cannes     | Srebrna Palma                                 | Jerzy Kawalerowicz                               | [ 35 ] |
| 1961 | Francuska Akademia Filmowa    | Kryształowa Gwiazda                           | Lucyna Winnicka                                  | [ 36 ] |
| 1962 | „Film”                        | Złota Kaczka                                  | Jerzy Kawalerowicz                               | [ 6 ]  |
| 1962 | Ministerstwo Kultury i Sztuki | Nagroda Ministra Kultury i Sztuki I stopnia   | Jerzy Kawalerowicz Jerzy Wójcik                  | [ 6 ]  |
| 1963 | Festiwal Filmowy w Oberhausen | Nagroda młodych krytyków zachodnioniemieckich | Jerzy Kawalerowicz                               | [ 6 ]  |
| 1966 | Festiwal Filmowy w Panamie    | Nagroda „Tribunascope”                        | Lucyna Winnicka Anna Ciepielewska Zygmunt Zintel | [ 6 ]  |

### Scorsese: Masterpieces of Polish Cinema
Amerykański reżyser Martin Scorsese uznał Matkę Joannę od Aniołów za jedno z arcydzieł polskiej kinematografii i w 2014 roku wytypował ją do prezentacji w Stanach Zjednoczonych i Kanadzie w ramach festiwalu polskich filmów Martin Scorsese Presents: Masterpieces of Polish Cinema.